# Skrzetusz
Skrzetusz – wieś w Polsce położona w województwie wielkopolskim, w powiecie obornickim, w gminie Ryczywół.
Na terenie wsi znajduje się kaplica NMP Królowej Polski.
W latach 1975–1998 miejscowość administracyjnie należała do województwa pilskiego.
Zobacz też: Skrzetuszewo